# Popstar (DJ Khaled)
Popstar è un singolo del produttore discografico statunitense DJ Khaled, pubblicato il 17 luglio 2020 come primo estratto dal dodicesimo album in studio Khaled Khaled.
Il brano, vincitore dell'MTV Europe Music Award al miglior video del 2020, vede la partecipazione del rapper americano-canadese Drake.

## Video musicale
Il video musicale è stato reso disponibile sulla piattaforma YouTube il 4 settembre 2020. Nel video DJ Khaled e Drake compaiono soltanto negli attimi iniziali, per lasciare spazio a cameo di Justin Bieber, Hailey Baldwin Bieber, Scooter Braun e Timothy DeLaGhetto.

## Tracce
Testi e musiche di Khaled Khaled, Aubrey Graham, Ozan Yildirim, David Ruoff, Elias Klughammer e Raymond Singelton.
1. Popstar (feat. Drake) – 3:20

## Classifiche

### Classifiche settimanali
| Classifica (2020) | Posizione massima |
| ----------------- | ----------------- |
| Australia         | 10                |
| Austria           | 29                |
| Belgio (Fiandre)  | 62                |
| Belgio (Vallonia) | 89                |
| Canada            | 1                 |
| Danimarca         | 26                |
| Estonia           | 18                |
| Francia           | 101               |
| Germania          | 36                |
| Grecia            | 4                 |
| Irlanda           | 14                |
| Islanda           | 30                |
| Italia            | 42                |
| Lituania          | 11                |
| Norvegia          | 25                |
| Nuova Zelanda     | 17                |
| Paesi Bassi       | 42                |
| Portogallo        | 16                |
| Regno Unito       | 11                |
| Repubblica Ceca   | 31                |
| Romania           | 57                |
| Slovacchia        | 8                 |
| Stati Uniti       | 3                 |
| Svezia            | 33                |
| Svizzera          | 18                |
| Ungheria          | 18                |

### Classifiche di fine anno
| Classifica (2020) | Posizione |
| ----------------- | --------- |
| Canada            | 52        |
| Portogallo        | 122       |
| Stati Uniti       | 66        |
| Svizzera          | 98        |
| Ungheria          | 88        |